# Smokin' Delta Voodoo
Smokin' Delta Voodoo è il terzo album in studio degli Every Mother's Nightmare, pubblicato nel 2000 per l'etichetta discografica Perris Records.

## Tracce
1. Push (Every Mother's Nightmare) 3:46
2. numero 3 (Every Mother's Nightmare) 3:49
3. Delta Voodoo (Every Mother's Nightmare) 3:39
4. Sympathy (Malone, Phipps, Ruhl) 4:35
5. Somehow (Every Mother's Nightmare) 4:11
6. Pray (Hall, Phipps, Ruhl) 4:21
7. On Display (Every Mother's Nightmare) 4:19
8. E34 (Unwritten Law) (Every Mother's Nightmare) 5:08
9. Kerosene (Every Mother's Nightmare) 4:04
10. Garden (Every Mother's Nightmare) 4:18
11. Wait (Every Mother's Nightmare) 4:12
12. Wire (Every Mother's Nightmare) 3:55

## Formazione
- Rick Ruhl - voce
- Jeff Caughron - chitarra
- Travis Hall - chitarra
- Troy Flemming - basso
- Kris Beavers - batteria